# حادثة مقتل السياح الفرنسيين في موريتانيا 2007
وقعت حادثة مقتل سياح فرنسيين في موريتانيا يوم 24 ديسمبر عام 2007. وقع الهجوم قرب مدينة ألاك على بعد 250 كيلومترا شرق العاصمة نواكشوط.
كان الضحايا خمسةَ سياح فرنسيين يقضون عطلتهم بموريتانيا وقد تعرضوا للهجوم بينما كانوا في نزهة ترفيهية. قتل أربعة منهم وأصيب الخامس بجروحٍ خطيرة. خلف الهجوم ناجيًا وحيدًا، وكان بقية الضحايا ابنيه البالغين وأخاه وأحد أصدقائه. أُلغي رالي داكار 2008 بعد هذه الحادثة بسبب مخاوف من هجوم إرهابي محتمل.